# وی استرالیا
وی استرالیا (انگلیسی: V Australia) شرکت هواپیمایی استرالیایی است، که در سال ۲۰۱۱ تأسیس شد.